# Stegodyphus hisarensis
Stegodyphus hisarensis is een spinnensoort uit de familie van de fluweelspinnen (Eresidae).
De wetenschappelijke naam van de soort werd in 1992 gepubliceerd door P. Arora & K. Monga.